# Jean Chausserie-Laprée
Jean Chausserie-Laprée, né à Limoges le 14 juin 1958, est un archéologue français, conservateur du patrimoine.

## Biographie
Jean Chausserie-Laprée est  conservateur du musée de Martigues et conservateur du Patrimoine et responsable du service archéologique de la ville de Martigues.

## Fouilles
- 1994 : fouilles préventives à Saint-Pierre-les-Martigues ;
- 2007 : inventeur, fouilles préventives à Saint-Mitre-les-Remparts, cimetière sur la place Neuve[1] ;
- 2009: fouilles préventives Chemin des Fabriques. Découverte géographique jusqu’à l'Holocène, Martigues.

## Publications
- Le Quartier de l'Île à Martigues - Six années de recherches archéologiques, en collaboration avec L. Domallain et Nuria Nin, Musée d'Art et d'Archéologie, Martigues, 1984,  64.p.
- « Fouilles archéologiques dans un cimetière à Saint-Pierre-les-Martigues », in Archéologues et aménageurs, Éd. Certu, Lyon, 1994, p. 54-63.
- Le temps des gaulois en Provence, congrès de l'Association française pour l'étude de l'âge du fer, Jean Chausserie-Laprée (dir.), Éd. Colloque de l'Association française pour l'étude de l'âge du fer, 2000, p. 279  (ISBN 2908445425).
- « De la fouille à la mise en valeur, l'habitat protohistorique de l'Île de Martigues », avec Núria Nin, in Arqueo méditerrània, 2001, p. 133-155.
- Le temps des Gaulois en Provence, guide de l'exposition présentée au musée Saint-Raymond, musée des Antiques de Toulouse, du 5 juillet 2002 au 5 janvier 2003, 2002, 87 p.  (ISBN 2909454274).
- « Cultes et sanctuaires en France à l'âge du fer – Languedoc-Roussillon, Midi-Pyrénées, Provence-Alpes-Côte d'Azur », en collaboration, in Gallia, Paris, 2003, p. 169-241 (extrait).
- « La France du Sud-Est – Languedoc-Roussillon, Midi-Pyrénées, Provence-Alpes-Côte d'Azur », en collaboration, in Gallia, Paris, 2003, p. 169-241 (extrait).
- « Sources antiques et images de l'archéologie dans le Sud-Est gaulois », avec Patrice Arcelin, in Revue archéologique de l'Ouest, supplément, 2003, p. 255-268.
- Martigues, terre gauloise, monographie, préface Christian Goudineau, Éd. Errance, Paris-Martigues, Ville de Martigues, 2005, 255 p. (extrait).
- « Provence gauloise. Une Celtique méditerranéenne », dossier en collaboration, in L'Archéologue, archéologie nouvelle, 2005, p. 3-31 (extrait).
- « Archéologie préventive dans la commune : exemple de Martigues, positionnement des collectivités territoriales dans la chaîne de l'archéologie », colloque organisé par le centre départemental d'archéologie du Bas-Rhin, 2005.
- « Inventaire et déménagement des objets de l'oppidum de Saint-Blaise, entreposés au musée de l'hôtel de Sade à Saint-Rémy-de-Provence, en direction du dépôt archéologique de la ville de Martigues », in Lettre de l'Agglomération de la communauté d'agglomération ouest de l'étang de Berre, octobre 2007, no 4.
- Archéologie et mise en valeur à Martigues (Bouches-du-Rhône) des différentes façons de restituer l'habitat des Gaulois du Midi, Éd. APA, Aix-en-Provence, 2008, p. 399-423.
- Stèles et statues de sites gaulois de la région de Martigues : bilan des découvertes anciennes et données nouvelles, Conseil général de l'Aveyron, Rodez, 2009, p. 50-56 (extrait).
- « Saint-Blaise, un site en partage, la renaissance d'un grand site », in Histoire et récits du pays martégal, n°1, Éd. Atelier BAIE, 2013, 40.p. nombreuses illustrations, cartes et plans  (ISBN 978-2-919208-17-3)
- Restitutions et mise en valeur d'habitats ; l'exemple de Martigues (Bouches-du-Rhône, France).

## Conférences
- 13-16 mai 1999 : Sources antiques et images de l'archéologie dans le Sud-Est gaulois XXIIIe Colloque de l'AFEAF, à Nantes ;
- 2003 : Présence des Gaulois sur les rives de l'étang de Berre, dans l'Antiquité à la bergerie de la Trébillanne ;
- 21-22 octobre 2005 : Archéologie préventive dans la commune, Strasbourg ;
- 26 mai 2007 :  Les Gaulois du Midi, La Roquebrussanne.